# تيدرة
تيدرة هي جزيرة في المحيط الأطلسي تابعة لموريتانيا، تبلغ مساحتها حوالي 150 كم2 طولها 18 ميل (29 كـم) وعرضها 5 ميل (8.0 كـم).
وهي أكبر جزيرة تابعة لحوض أركين في موريتانيا (وأكبر جزيرة في موريتانيا).
خلال عصر ما قبل التاريخ، كانت متصلة باليابسة حتى 6000 إلى 5000 سنة حيث ارتفع مستوى البحر وقسمها عن البر الرئيسي.